# Quettreville-sur-Sienne (commune déléguée)
Pour l’article homonyme, voir Quettreville-sur-Sienne.
Quettreville-sur-Sienne est une ancienne commune française du département de la Manche et de la région Normandie, peuplée de 1 443 habitants.
Le 1er janvier 2016 elle devient une commune déléguée de la commune nouvelle de Quettreville-sur-Sienne après sa fusion avec Hyenville.

## Géographie
| Hérenguerville                 | Hyenville, Orval                          | Contrières                            |
| Annoville                      | Quettreville-sur-Sienne, commune déléguée | Trelly                                |
| Lingreville, Muneville-sur-Mer | Muneville-sur-Mer, Cérences               | Trelly, Le Mesnil-Aubert par un angle |

## Toponymie
Au Moyen Âge, la commune s'appelait Ketvilla, Ket étant vraisemblablement un nom propre d'origine scandinave ou viking. Il s'est transformé ensuite en Quettreville, puis, en 1926, en Quettreville-sur-Sienne, en y ajoutant le nom de la rivière qui traverse la commune.

## Histoire

### Protohistoire
En 1803, ont a découvert sur le territoire communal des haches gauloises.

### Moyen Âge
Le village était divisé en dix fiefs dont celui de Quettreville qui appartenait au comté de Mortain et celui du Say qui était le plus important.
Un seigneur de Say (XIe siècle) figure parmi les compagnons de Guillaume le Conquérant et reçut des propriétés en Angleterre et est à l'origine d'une grande famille siégeant à la chambre des Lords. Un autre seigneur de Say était aux côtés de Robert Guiscard en Sicile, et rapporta le culte de Sainte-Agathe.
La baronnie de Say à Quettreville s'étendait sur les paroisses de Remilly, Saint-Ébremond, Saint-Louet-sur-Lozon, Saint-Nicolas-de-Coutances, et celles de Cérences, Cenilly, Guéhébert, Lahaye-Comtesse, Hauteville-la-Guichard, Marigny, Le Lorey, Le Mesnil-Vigot, qui furent par la suite démembré au profit de la baronnie de Marigny. Au XIIe siècle, Say échoit à la famille d'origine bretonne des Montfort à la suite du mariage de Gervaise de Say et Geoffroy de Montfort († 1181),.
La seigneurie de Quettreville a été la possession de la famille Davy qui étaient également seigneurs du Perron et de Virville à Saint-Aubin-du-Perron, de Boisroger, d'Amfreville, de Guéhébert, de Muneville, de Feugères, de Montcuit, de Mary et de Saint-Malo-de-la-Lande.

### Époque contemporaine
Lors de la Seconde Guerre mondiale, le village, libéré le 29 juillet 1944 par un détachement de la 1re armée américaine, n'a pas subi de graves dommages et a gardé son caractère traditionnel, sagement modernisé au dernier tiers du XXe siècle.
Courant 2015, les communes de Quettreville et de Hyenville décident créer une commune nouvelle baptisée Quettreville-sur-Sienne qui doit voir le jour le 1er janvier 2016. L'arrêté préfectoral fixant les conditions a été publié le 4 novembre 2015.

## Politique et administration
| Période                                  | Période          | Identité       | Étiquette | Qualité                                        |
| ---------------------------------------- | ---------------- | -------------- | --------- | ---------------------------------------------- |
| Les données manquantes sont à compléter. |                  |                |           |                                                |
| 1844                                     | 1870             | Jean Lebuffe   |           |                                                |
|                                          |                  |                |           |                                                |
| 1965                                     | mars 2001        | André Desponts |           |                                                |
| mars 2001                                | mars 2014        | Pierre Dugué   | UMP       | Agriculteur                                    |
| mars 2014                                | 31 décembre 2015 | Guy Geyelin    |           | Directeur en maintenance industrielle retraité |

| Période      | Période  | Identité    | Étiquette | Qualité                                        |
| ------------ | -------- | ----------- | --------- | ---------------------------------------------- |
| janvier 2016 | En cours | Guy Geyelin |           | Directeur en maintenance industrielle retraité |

## Démographie
| 1793  | 1800  | 1806  | 1821  | 1831  | 1836  | 1841  | 1846  | 1851  |
| ----- | ----- | ----- | ----- | ----- | ----- | ----- | ----- | ----- |
| 2 007 | 2 003 | 2 006 | 1 938 | 1 846 | 1 806 | 1 728 | 1 782 | 1 735 |

| 1856  | 1861  | 1866  | 1872  | 1876  | 1881  | 1886  | 1891  | 1896  |
| ----- | ----- | ----- | ----- | ----- | ----- | ----- | ----- | ----- |
| 1 688 | 1 680 | 1 631 | 1 529 | 1 543 | 1 491 | 1 453 | 1 357 | 1 252 |

| 1901  | 1906  | 1911  | 1921 | 1926 | 1931  | 1936  | 1946  | 1954  |
| ----- | ----- | ----- | ---- | ---- | ----- | ----- | ----- | ----- |
| 1 233 | 1 211 | 1 182 | 998  | 981  | 1 016 | 1 035 | 1 009 | 1 038 |

| 1962  | 1968  | 1975 | 1982  | 1990  | 1999  | 2008  | 2013  | 2018  |
| ----- | ----- | ---- | ----- | ----- | ----- | ----- | ----- | ----- |
| 1 025 | 1 003 | 923  | 1 013 | 1 113 | 1 239 | 1 420 | 1 470 | 1 487 |

| 2019  | - | - | - | - | - | - | - | - |
| ----- | - | - | - | - | - | - | - | - |
| 1 496 | - | - | - | - | - | - | - | - |

## Culture locale et patrimoine

### Lieux et monuments
- Église Notre-Dame-et-Sainte-Agathe des XIIIe – XIVe siècles, située au centre du bourg, avec une flèche en pierre, un avant-porche en façade et à l'intérieur une voûte lambrissée de 1713. Elle est inscrite au titre des monuments historiques par arrêté du 21 octobre 1970[13]. L'édifice abrite un maître-autel du XVIIIe, des fonts baptismaux du XVe et un bas-relief scènes de la Passion du XVIe qui avait été classé au titre objet aux monuments historiques en 1908 et a été constaté disparu en 1935[14].

Le curé du village et l'abbé de Saint-Lô se partageaient le patronage de l'église. L'abbaye de Saint-Lô y possédait également un prieuré bénédictin dit de Saint-Laurent.
- Manoir de Quettreville, dit de Surcouf, des XVIe – XVIIe siècle avec tour du XVe. Demeure privée visitable sur rendez-vous, elle fut la possession du corsaire malouin Robert Surcouf (1773-1827).
- Manoir de Soulles.
- Manoir Vigot.
- Moulin de Sey.
- Gare de Quettreville-sur-Sienne.
- Croix de cimetière (1805) et sépulture de Louis Beuve. Une place du bourg lui est dédiée.
- Stèle à la mémoire des deux pilotes de la Royal Air Force abattus en 1944.

Pour mémoire
Cinq moulins à eau ponctuaient son territoire.

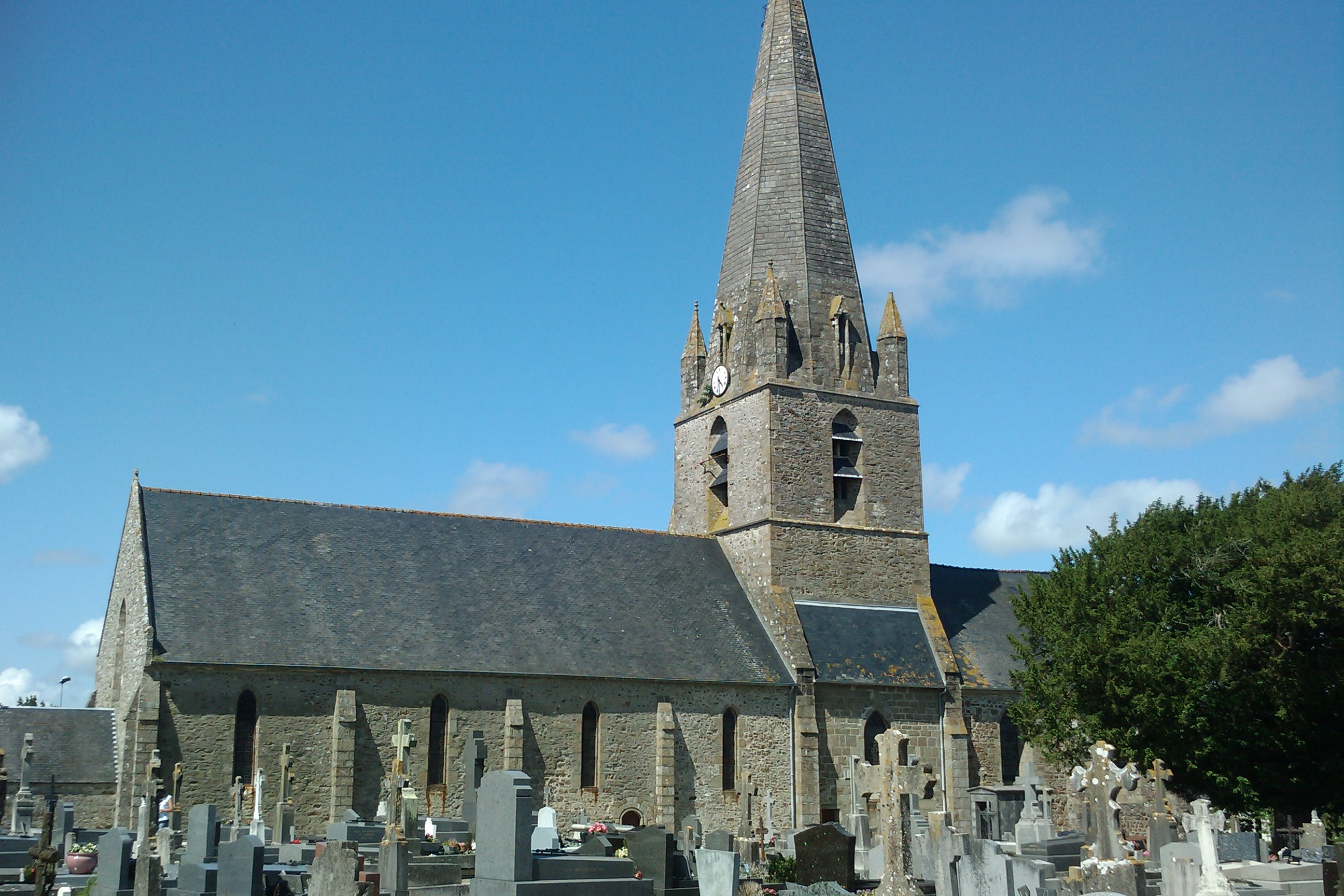
L'église Notre-Dame-et-Sainte-Agathe.
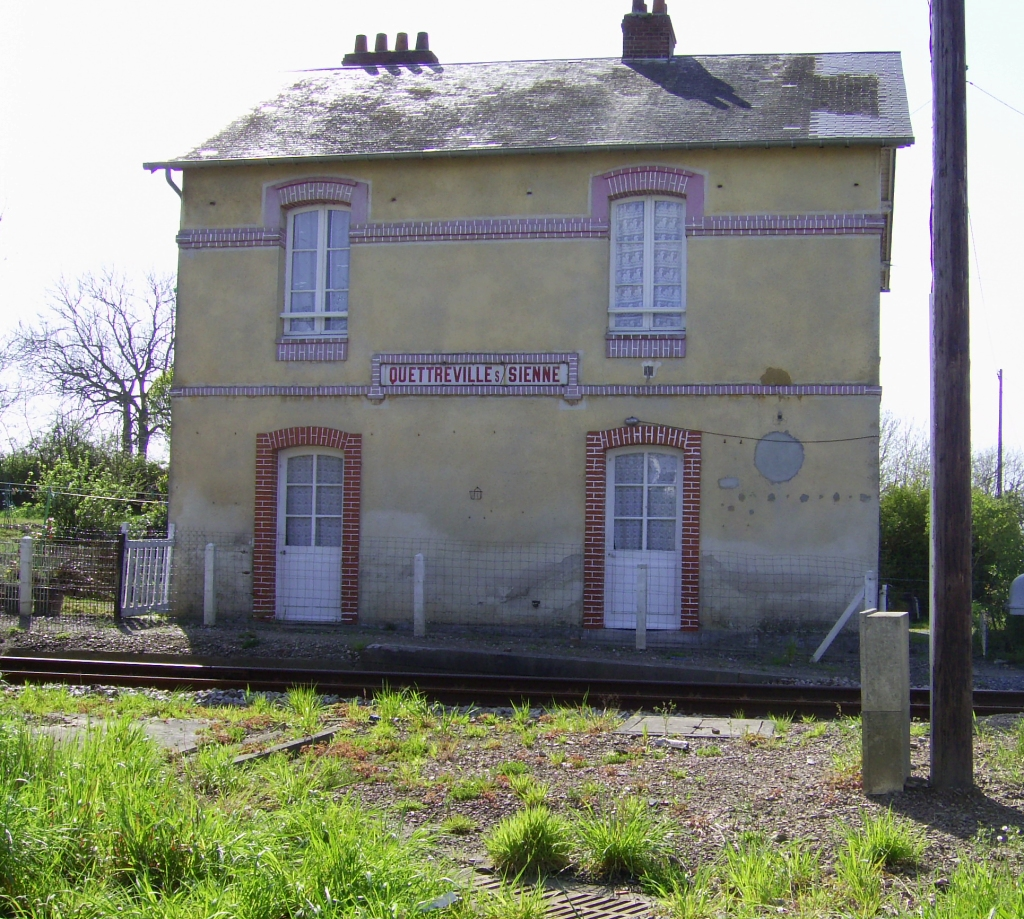
La gare.

### Personnalités liées à la commune
- Louis Beuve (Quettreville-sur-Sienne, 1869 - Quettreville-sur-Sienne, 1949), poète écrivant en normand et dont la renommée subsiste encore de nos jours dans le Cotentin et dans les îles Anglo-Normandes.
- Joseph Chasles (Quettreville-sur-Sienne, 1921 - 2005), marin de la France libre dès le 28 août 1940. Quartier-maître canonnier. Fixé en Périgord où il décéda, il résidait à Thiviers.